# 로버트 월 (1939년)
로버트 월(영어: Robert Wall, 1939년 8월 22일~2022년 1월 30일)은 미국의 배우, 영화배우, 스턴트배우 이자 무술가이며 작가이다.

## 생애
1939년 8월 22일 미국 캘리포니아 산호세 출신으로 스턴트맨 브루스 월로우에게 13살때 집 가출해서 3년후에 다시 돌아왔다. 그는 아버지를 심하게 때렸다는 이야기가 있었다. 이후에는 누구도 가족들에게도에게도 학대하지를 않았다.
그는 고든 도버솔라에서 오키나와 무술을 배웠다. 1966년 미국 가라테 챔피온 조 루이스와 함께 캘리포니아 셔먼오크스에 가라데 도장을 열렸다. 1968년에 릴리안 월과 결혼 하여서 슬하 2녀를 두었다. 척 노리스에게 밑에서 훈련받아 당수도 9단을 딴 무도인 이었다.
1973년 영화 용쟁호투에서 특히 여러 팬들이 악당 오하라 역였던 그와 이소룡과 대결 장면이 유명하였다. 용쟁호투 영화 장면에서 오하라를 마무리 처리하는 싱하영 짤로 유명하였다. 이소룡과 함께 영화 <맹룡과강>, <용쟁호투>, <사망유희> 출연하였다.
2022년 1월 30일 향년 82세 나이로 별세하였다. 사망 보도일은 31일이 였는데 30일에 사망한 것으로 밝혀졌으며, 사망 원인은 아직까지도 밝혀지지 않았다.

## 출연 작품

### 영화
- 2012년 《아이 엠 브루스 리》 -
- 2009년 《블러드 앤 본》 - 오하라 역
- 2000년 《이소룡 - 전사의 여행》 -
- 1998년 《버팔로 66》 -
- 1993년 《브루스 리 드라곤의 비밀》 -
- 1992년 《사이드킥》 - 밥 월 역
- 1986년 《지옥의 투사》 - 호세 역
- 1985년 《매드 헌터》 - 빈스 역
- 1981년 《성난 닌자》 - 깡패 역
- 1978년 《사망유희》 - 칼 밀러 역
- 1973년 《이소룡의 생과 사》 -
- 1973년 《용쟁호투》 - 오하라 역
- 1972년 《맹룡과강》 - 프레드 역

## 저서
- 2008년 Working relationships: using emotional intelligence to enhance your effectiveness with others
- 2006년 Coaching for emotional intelligence: the secret to developing the star potential in your employees
- 2000년 The handbook of interpersonal skills training: 16 complete training modules for building working relationships
- 1999년 Mission-driven company: from mission statement to a thriving enterprise, here's your blueprint for building an inspired, cohesive, customer-oriented team
- 1999년 Working relationships: the simple truth about getting along with friends and foes at work
- 1992년 The Visionary Leader: From Mission Statement to a Thriving Organization, Here's Your Blueprint for Building an Inspired, Cohesive Customer-oriented Team